# Kościół św. Jadwigi Śląskiej w Karpnikach
Kościół św. Jadwigi Śląskiej w Karpnikach – rzymskokatolicki kościół parafialny św. Jadwigi Śląskiej, znajdujący się w Karpnikach w dekanacie Mysłakowice w diecezji legnickiej.

## Historia
Kościół wzmiankowany w 1399 r. Obecny wzniesiony w 2 połowie XVI w. (1589 r.), przebudowany w 1648 r. restaurowany w 1897 i 1962. 

## Architektura
Jest to budowla orientowana z szerką prostokątną nawą i słabo wydzielonym prezbiterium, nakryty dwuspadowym dachem. 

## Wyposażenie
Wewnątrz cenne wyposażenie, m.in.: gotycka drewniana polichromia figury Madonny z Dzieciątkiem na półksiężycu, ołtarz główny, renesansowy z XVII w., liczne obrazy olejne na płótnie a także ornaty jedwabne z 1750 r..